# Vester Hassing Skole
Vester Hassing Skole er en folkeskole beliggende i den vestlige udkant af Vester Hassing.
Skolen har knap 500 elever fra børnehaveklasse til 9.klasse, med 2 spor på hvert klassetrin.
Til Vester Hassing Skole er tilknyttet to skolefritidsordninger Smutten og 2´eren.
Skolen er opført i 1978 og er gennemgået en gennemgribende renovering i 2004 og en renovering af Fysik/kemilokalet og Biologilokalet i 2017. Bygningen består af en hovedbygning med fællesfaciliteter og en opdeling i tre årgangsdelte klynger. 
De tre klynger hedder, A-klyngen, B-klyngen og C-klyngen.
I A-klyngen har vi udskolingen, altså 7. - 9. klasse. 
I B-klyngen har vi mellemtrinet, altså 4.- 6. klasse. 
I C-klyngen har vi indskolingen, altså 0. - 3. klasse. 
Skolen omgives af grønne arealer med græs og skov, Vester Hassing Stadion og Vester Hassing Hallen, som ofte benyttes i undervisningen.